# Dordrechtse Football Club
Ne doit pas être confondu avec FC Dordrecht.
Pour les articles homonymes, voir DFC.
Maillots
Dernière mise à jour : 22 février 2012.
Le Dordrechtse Football Club, généralement appelé DFC, est un club néerlandais de football basé à Dordrecht, dans la province de Hollande-Méridionale. Il est fondé le 16 août 1883.
De quelques années après sa création à 1972, le nom du club est Dordrechtse Football Club. À la suite d'un effort de la fédération royale néerlandaise de football de professionnaliser le football aux Pays-Bas, le club connait une scission aboutissant au Dordrechtse Football Club et au FC Dordrecht au terme de la saison 1971-1972.
En 2011-2012, le DFC fait partie de la Tweede klasse (français : Deuxième classe), terme néerlandais désignant la sixième division hiérarchique. L'équipe première évolue précisément en zaterdag Zuid I - 2e klass F, soit le "Championnat du samedi, district Sud I - sixième division, groupe F".

## Histoire
Le club est fondé le 16 août 1883 avec le cricket comme activité principale. En 1891, une section football est créée et prend de l'ampleur au point de changer le nom du club en Dordrechtsche Cricket & Football Club. Huit années plus tard, le cricket est totalement éclipsé par le football et le nom actuel est adopté.
Le club connait ses heures les plus fastes en atteignant quatre fois la finale de la Coupe des Pays-Bas entre les années 1910 et la fin de la Seconde Guerre mondiale. Les éditions 1914 et 1932 sont respectivement remportées contre le HFC Haarlem sur un score de 3-2 et contre le PSV Eindhoven sur un score de 5-4 après prolongations. Le DFC connait la défaite en 1913 contre le Koninklijke HFC et en 1943 contre l'Ajax Amsterdam.
De la saison 1905-1906 à la saison 1948-1949, le DFC évolue en Eerste Klasse West (français : Première classe Ouest), échelon hiérarchique le plus haut du football néerlandais. La structure de la compétition s'organise en un championnat régulier puis les premiers des différents districts géographiques s'affrontent lors d'une phase finale où le vainqueur est sacré champion des Pays-Bas. Le Dordrechtse Football Club ne termine jamais premier de la Eerste Klasse West et, par définition, ne dispute aucun play-off pour le titre de champion national. Cependant, il atteint six fois la deuxième place (1905, 1912, 1913, 1916, 1924, 1928).
Le football néerlandais accède au professionnalisme en 1954 et le club possède ce statut jusqu'en 1972. Le DFC évolue au premier échelon national durant les saisons 1954-1955 et 1955-1956 puis la fédération néerlandaise crée trois divisions professionnelles qui débutent lors de la saison 1956-1957. Le club est administrativement placé en deuxième division et y joue durant les périodes 1956-1962 et 1966-1972, entrecoupé d'un passage en troisième division (1962-1966).
Le DFC participe à la première édition du championnat de deuxième division (néerlandais : Eerste divisie) lors de sa création en 1956. La saison suivante, il termine deuxième de la Eerste divisie A 1957-1958 et joue les séries éliminatoires d'accession à la première division où le club perd sur un score de 3-1 contre Willem II. Le même scénario se produit en 1959-1960 et le club échoue de nouveau dans sa tentative d'accession à la D1. Au terme du championnat 1961-1962, une réorganisation de la deuxième division est faite et l'on passe de deux groupes à un seul. Le Dordrechtse Football Club finissant 9e du groupe A, il est administrativement relégué en troisième division (néerlandais : Tweede divisie) comme une vingtaine d'autres clubs. Le DFC y passe quatre saisons, glane un titre de champion de D3, groupe B au cours du championnat 1964-1965 et est promu en deuxième division au terme de sa 3e place obtenue en 1965-1966. L'équipe est pensionnaire de D2 de 1966-1967 à 1971-1972.
La volonté de professionnalisation du football par la fédération néerlandaise amène à donner le statut professionnel exclusivement au club du premier et deuxième échelon national et à adopter un système de non-relégation entre les 2e et 3e division de la saison 1970-1971 à la saison 2008-2009. Ainsi la dernière place obtenue par le club en 1971-1972 ne lui porte pas préjudice. Cependant, en 1972, sous l'impulsion de Dick Passchier, la licence professionnelle est acquise pour la saison 1972-1973, par le FC Dordrecht, club naissant, tandis que le DFC retourne au statut amateur.
En avril 2006, à la suite de problèmes financiers récurrents, le club décide de cesser ses activités dans le championnat du dimanche et de se concentrer uniquement sur celui du samedi.

## Palmarès
| Compétition nationale                                                                                              |
| - Coupe des Pays-Bas (2) - Vainqueur : 1914 et 1932 - Championnat des Pays-Bas D3 (1) - Champion : 1965 (groupe B) |

## Anciens joueurs
Le DFC possède des joueurs qui sont sélectionnés en équipe des Pays-Bas durant leur parcours dans le club. Le gardien de but Reinier Beeuwkes joue au Dordrechtse Football Club de 1904 à 1911 et participe à l'épreuve de football des Jeux olympiques d'été de 1908 au terme de laquelle il termine médaillé de bronze. Quatre ans plus tard, Dirk Lotsy dispute l'épreuve de football des Jeux olympiques d'été de 1912 et les Pays-Bas termine également troisième. L'international néerlandais Kees Mijnders évolue au club de la saison 1933-1934 à la saison 1937-1938. Il est sélectionné pour disputer la Coupe du monde 1934 avec l'équipe nationale.